# Éliminatoires de la Coupe du monde de football 2014, zone Europe, barrages
Cette page donne les résultats des matchs de barrage de la zone Europe des éliminatoires de la Coupe du monde de football 2014.
Les huit meilleurs deuxièmes des neuf groupes du premier tour s'affrontent en quatre matchs aller-retour les 15 et 19 novembre 2013. Les quatre vainqueurs de ces doubles confrontations sont qualifiés pour la Coupe du monde 2014 au Brésil en plus des neuf équipes qualifiées au premier tour.

## Qualification
Se sont qualifiés pour cette phase des matches de barrage les huit meilleurs deuxièmes des groupes du premier tour. Afin de les déterminer, il a été établi le classement ci-dessous en ne prenant en compte que les résultats des deuxièmes de groupe contre les premier, troisième, quatrième et cinquième de leur groupe. Le Danemark est éliminé à ce stade de la compétition en tant que moins bon deuxième.
| Rang | Équipe           | Pts | J | G | N | P | Bp | Bc | Diff |
| ---- | ---------------- | --- | - | - | - | - | -- | -- | ---- |
| 1    | Grèce (Gr. G)    | 19  | 8 | 6 | 1 | 1 | 9  | 4  | +5   |
| 2    | France (Gr. I)   | 17  | 8 | 5 | 2 | 1 | 15 | 6  | +9   |
| 3    | Portugal (Gr. F) | 15  | 8 | 4 | 3 | 1 | 15 | 8  | +7   |
| 4    | Ukraine (Gr. H)  | 15  | 8 | 4 | 3 | 1 | 11 | 4  | +7   |
| 5    | Suède (Gr. C)    | 14  | 8 | 4 | 2 | 2 | 15 | 13 | +2   |
| 6    | Islande (Gr. E)  | 14  | 8 | 4 | 2 | 2 | 15 | 14 | +1   |
| 7    | Roumanie (Gr. D) | 13  | 8 | 4 | 1 | 3 | 15 | 12 | +3   |
| 8    | Croatie (Gr. A)  | 11  | 8 | 3 | 2 | 3 | 11 | 6  | +5   |
| 9    | Danemark (Gr. B) | 10  | 8 | 2 | 4 | 2 | 9  | 11 | -2   |

- La Grèce, la France, le Portugal, l'Ukraine, la Suède, l'Islande, la Roumanie et la Croatie participent donc aux barrages.
- Le Danemark est éliminé.

## Tirage au sort des matchs de barrage
Les quatre pays barragistes les mieux classés au classement mondial de la FIFA du 17 octobre 2013 bénéficient du statut de tête de série.
| Chapeau 1 | Chapeau 1 | Chapeau 2 | Chapeau 2 |
| --------- | --------- | --------- | --------- |
| Portugal  | 14        | France    | 21        |
| Grèce     | 15        | Suède     | 25        |
| Croatie   | 18        | Roumanie  | 29        |
| Ukraine   | 20        | Islande   | 46        |

Ces affrontements ont été désignés par tirage au sort, le 21 octobre 2013 à Zurich.
Les équipes s'affrontent en 2 matches aller-retour les 15 et 19 novembre 2013. Les vainqueurs de ces confrontations sont qualifiés pour la Coupe du monde 2014.

## Matchs de barrage

### Portugal - Suède
| Équipe 1 | Résultat | Équipe 2 | Aller | Retour |
| -------- | -------- | -------- | ----- | ------ |
| Portugal | 4 - 2    | Suède    | 1 - 0 | 3 - 2  |

| 15 novembre 2013 | Portugal    | 1 - 0   | Suède | Estádio da Luz, Lisbonne                        |                                                 |
| 19h45 UTC+0      | Ronaldo 82e | (0 - 0) |       | Spectateurs : 61 467 Arbitrage : Nicola Rizzoli | Spectateurs : 61 467 Arbitrage : Nicola Rizzoli |
| 19h45 UTC+0      | Rapport     |         |       | Spectateurs : 61 467 Arbitrage : Nicola Rizzoli | Spectateurs : 61 467 Arbitrage : Nicola Rizzoli |

| 19 novembre 2013 | Suède               | 2 - 3   | Portugal            | Friends Arena, Solna                         |                                              |
| 20h45 UTC+1      | Ibrahimović 68e 72e | (0 - 0) | 50e 77e 79e Ronaldo | Spectateurs : 49 766 Arbitrage : Howard Webb | Spectateurs : 49 766 Arbitrage : Howard Webb |
| 20h45 UTC+1      | Rapport             |         |                     | Spectateurs : 49 766 Arbitrage : Howard Webb | Spectateurs : 49 766 Arbitrage : Howard Webb |

### Ukraine - France
| Équipe 1 | Résultat | Équipe 2 | Aller | Retour |
| -------- | -------- | -------- | ----- | ------ |
| Ukraine  | 2 - 3    | France   | 2 - 0 | 0 - 3  |

| 15 novembre 2013 | Ukraine                              | 2 - 0   | France | NSC Olimpiski, Kiev                           |                                               |
| 21h45 UTC+2      | Zozoulia 61e · Iarmolenko 82e (pen.) | (0 - 0) |        | Spectateurs : 67 732 Arbitrage : Cüneyt Çakir | Spectateurs : 67 732 Arbitrage : Cüneyt Çakir |
| 21h45 UTC+2      | Rapport                              |         |        | Spectateurs : 67 732 Arbitrage : Cüneyt Çakir | Spectateurs : 67 732 Arbitrage : Cüneyt Çakir |

| 19 novembre 2013 | France                      | 3 - 0   | Ukraine | Stade de France, Saint-Denis                   |                                                |
| 21h00 UTC+1      | Sakho 22e 72e · Benzema 34e | (2 - 0) |         | Spectateurs : 77 098 Arbitrage : Damir Skomina | Spectateurs : 77 098 Arbitrage : Damir Skomina |
| 21h00 UTC+1      | Rapport                     |         |         | Spectateurs : 77 098 Arbitrage : Damir Skomina | Spectateurs : 77 098 Arbitrage : Damir Skomina |

### Grèce - Roumanie
| Équipe 1 | Résultat | Équipe 2 | Aller | Retour |
| -------- | -------- | -------- | ----- | ------ |
| Grèce    | 4 - 2    | Roumanie | 3 - 1 | 1 - 1  |

| 15 novembre 2013 | Grèce                               | 3 - 1   | Roumanie   | Stade Karaïskaki, Le Pirée                     |                                                |
| 21h45 UTC+2      | Mitroglou 14e 66e · Salpingidis 20e | (2 - 1) | 19e Stancu | Spectateurs : 26 200 Arbitrage : Pedro Proença | Spectateurs : 26 200 Arbitrage : Pedro Proença |
| 21h45 UTC+2      | Rapport                             |         |            | Spectateurs : 26 200 Arbitrage : Pedro Proença | Spectateurs : 26 200 Arbitrage : Pedro Proença |

| 19 novembre 2013 | Roumanie            | 1 - 1   | Grèce         | National Arena, Bucarest                       |                                                |
| 21 h UTC+1       | Torosídis 55e (csc) | (0 - 1) | 23e Mítroglou | Spectateurs : 49 793 Arbitrage : Milorad Mažić | Spectateurs : 49 793 Arbitrage : Milorad Mažić |
| 21 h UTC+1       | Rapport             |         |               | Spectateurs : 49 793 Arbitrage : Milorad Mažić | Spectateurs : 49 793 Arbitrage : Milorad Mažić |

### Islande - Croatie
| Équipe 1 | Résultat | Équipe 2 | Aller | Retour |
| -------- | -------- | -------- | ----- | ------ |
| Islande  | 0 - 2    | Croatie  | 0 - 0 | 0 - 2  |

| 15 novembre 2013 | Islande | 0 - 0   | Croatie | Laugardalsvöllur, Reykjavik                              |                                                          |
| 19 h UTC+0       |         | (0 - 0) |         | Spectateurs : 9 767 Arbitrage : Alberto Undiano Mallenco | Spectateurs : 9 767 Arbitrage : Alberto Undiano Mallenco |
| 19 h UTC+0       | Rapport |         |         | Spectateurs : 9 767 Arbitrage : Alberto Undiano Mallenco | Spectateurs : 9 767 Arbitrage : Alberto Undiano Mallenco |

| 19 novembre 2013 | Croatie                  | 2 - 0   | Islande | Stade Maksimir, Zagreb                         |                                                |
| 20h15 UTC+1      | Mandžukić 27e · Srna 47e | (1 - 0) |         | Spectateurs : 22 612 Arbitrage : Björn Kuipers | Spectateurs : 22 612 Arbitrage : Björn Kuipers |
| 20h15 UTC+1      | Rapport                  |         |         | Spectateurs : 22 612 Arbitrage : Björn Kuipers | Spectateurs : 22 612 Arbitrage : Björn Kuipers |